# Тезпур

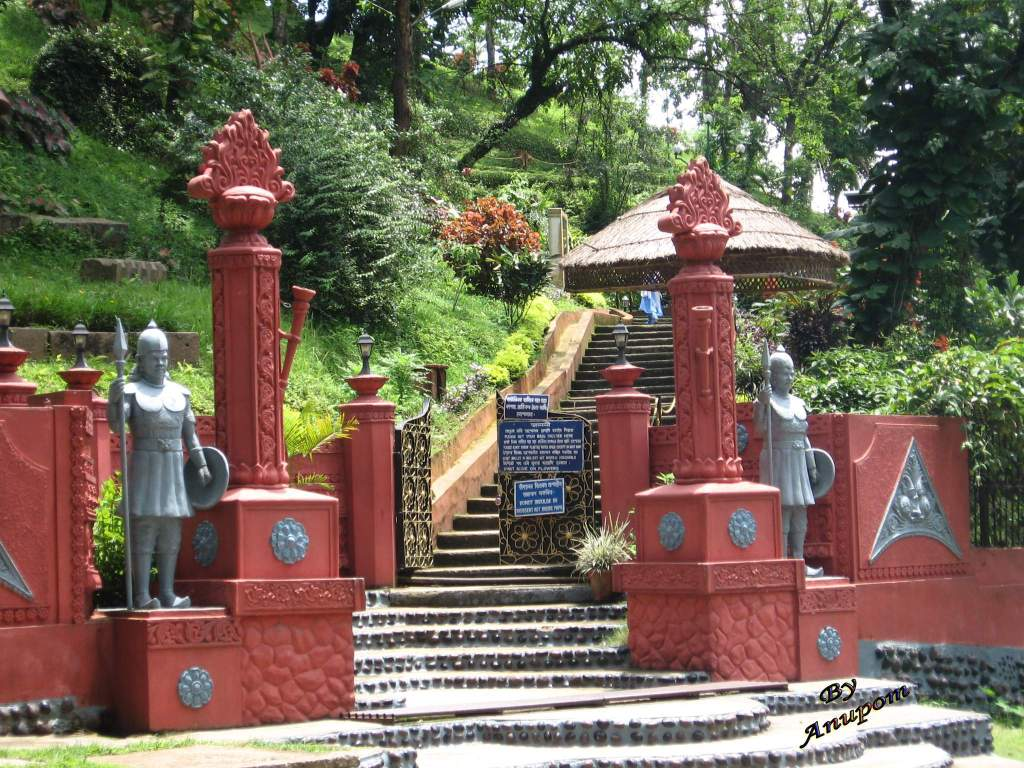
Парк на холме Агнигарнх в Тезпуре

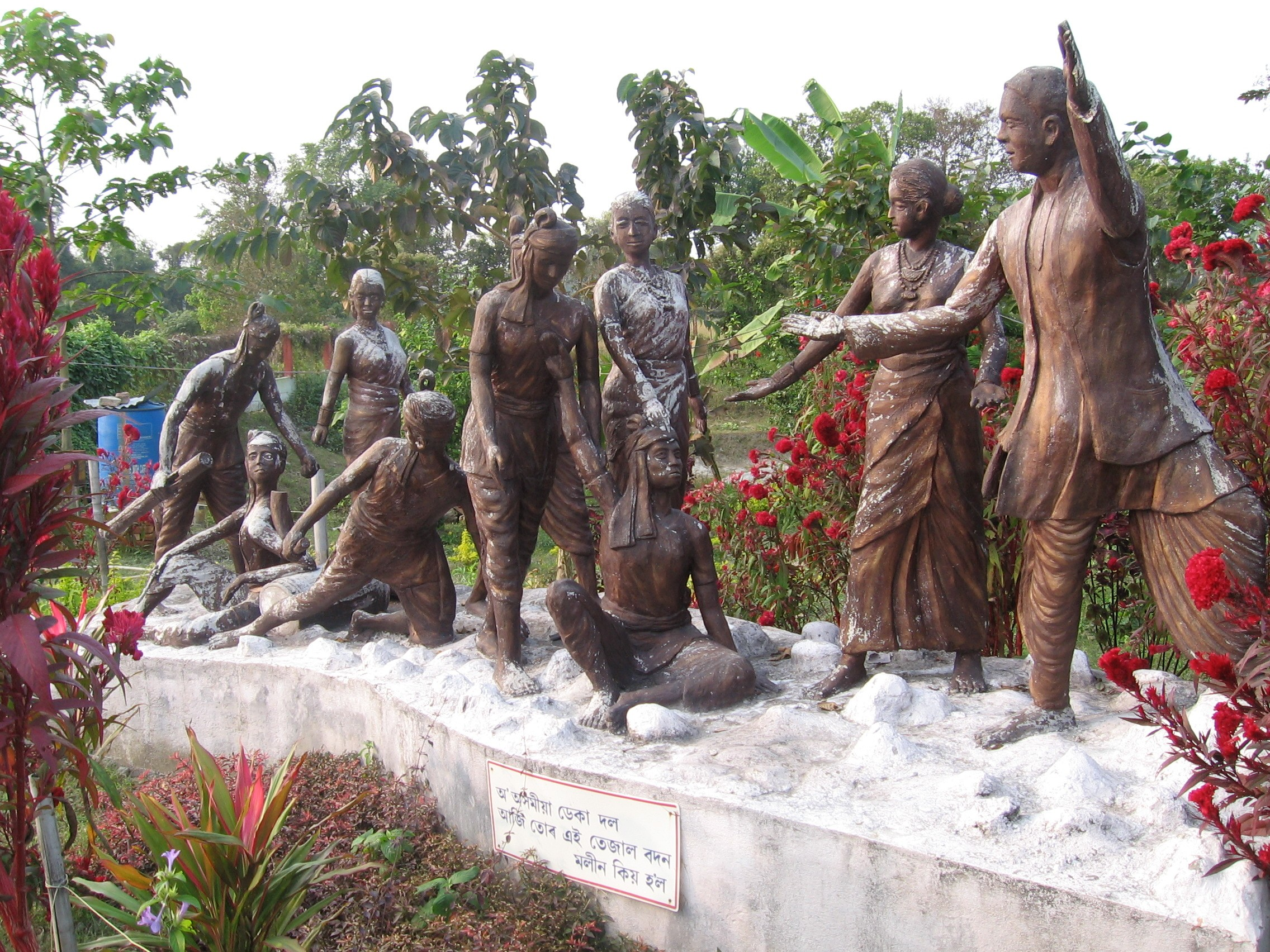
Памятник, посвящённый певцу Бишнупрасад Радха в Тезпуре

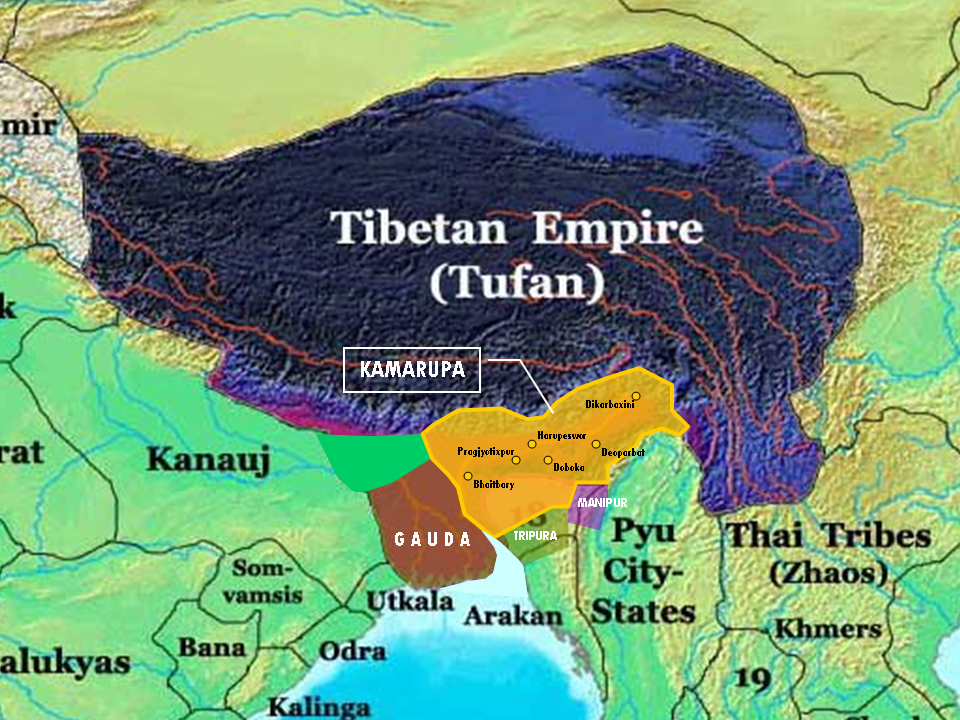
Царство Камарупа в VII—VIII веке

Тезпур (ассам. তেজপুৰ, англ. Tezpur) — город в индийском штате Ассам, административный центр округа Сонитпур. Расположен на северном берегу реки Брахмапутра. Население города (по переписи 2011 года) составляет 100 437 человек. Это самый большой город к северу от Брахмапутры.
Тезпур является важным транспортным узлом, через который проходит сообщение со штатом Аруначал-Прадеш. В 1987 году здесь был построен длинный мост через Брахмапутру.
Название города Тезпур, как и округа Сонитпур означает на санскрите «город крови». По легендам, город назван по причине битвы между воинством Кришны и армией Банасуры за освобождение внука Кришны Анируддхи. Во время битвы было столько крови, что вся местность ей пропиталась и стала красной.

## История
Недалеко от города сохранились руины IV—IX веков. Найдены образцы искусства династии Гупта. Некогда Тезпур был значимым городом.
Во время династии Млеччха с середины VII века по X век город назывался Харуппесвера или Хадапервара и был одной из столиц государства Камарупа (второй столицей был Гувахати). К этому периоду относятся надписи на тезпурской скале. Имеется немало находок, свидетельствующих о былом величии города, однако к приходу англичан о прежних временах почти не осталось воспоминаний.
В 1835 году англичане заново основали город на месте исторического центра, сделав его столицей округа Дарранг.
Во время Второй мировой войны Тезпур принял большое количество беженцев из Бирмы.
После провозглашения независимости Индии в 1947 году Тезпур остался центром округа Дарранг. В 1962 году во время Китайско-индийской пограничной войны китайские войска подошли близко к городу, и город был эвакуирован.
В 1983 году изменилась структура округов Ассама, Тезпур стал столицей нового округа Сонитпур.